# VTR Open 2013
VTR Open 2013 — тенісний турнір, що проходив на ґрунтових кортах у місті Вінья-дель-Мар, Чилі з 4 лютого. Належав до категорії ATP World Tour 250, був турніром серії Chile Open 2013 року.

## Фінальна частина

### Одиночний розряд
Орасіо Себальйос —  Рафаель Надаль 6–7(2–7), 7–6(8–6), 6–4

### Парний розряд
Паоло Лоренці /  Потіто Стараче —  Хуан Монако /  Рафаель Надаль 6–2, 6–4